# Natan Valmin
Mattias Natanael Valmin (* 30. Mai 1898 in Asarum, Blekinge; † 17. Dezember 1967 in Lund) war ein schwedischer Klassischer Archäologe.

## Leben
Natan Valmin wurde als Sohn des Schuhmachers Sven Mattson und der Amalia Olsson in Asarum in Südschweden geboren, wo er aufwuchs. Nach seinem Studium bei Martin P. Nilsson an der Universität Lund war er 1925/26 Stipendiat an der École française d’Athènes und 1926/27 Sekretär des Schwedischen Instituts in Rom. Er reiste er im Frühjahr 1926 in das damals archäologisch kaum erforschte Messenien und begann dort Ausgrabungen beim Hügel Malthi, welche bis 1936 dauerten. Daneben erforschte er auch andere archäologische Stätten in Messenien, darunter das Heiligtum des Flussgottes Pamisos bei Agios Floros und in der südmessenischen Stadt Koroni. 1930 publizierte er seine Doktorarbeit über die antike Topographie Messeniens und erhielt 1931 den Doktortitel. Im Mai 1935 heiratete er Lita Wallin, von der er drei Kinder hatte. Er lehrte 1930, 1932 und 1936 bis 1940 Klassische Archäologie und Alte Geschichte als Dozent und Professor an der Universität Lund und 1932 bis 1934 auch in Göteborg. Er starb am 17. Dezember 1967 und wurde am 18. August 1968 in Lund bestattet.
2008 wurde ihm zu Ehren eine Bronzebüste in Malthi aufgestellt.

## Veröffentlichungen (Auswahl)
Er publizierte auf Deutsch, Englisch, Französisch, Neugriechisch und Schwedisch.
- Inscription de la Messenie. Lund 1929.
- Études topographiques sur la Messenie antique. Lund 1930.
- The Swedische Messenia Expedition. Lund 1938.
- Die Zeus-Stoa in der Agora von Athen. Lund 1934 (archive.org).
- Poids préhistoriques grecs de Malthi en Messénie. Lund 1937.
- Fouilles de Delphes. Band III: Epigraphie. Fascicule 6 Les inscriptions du théâtre, Paris 1939.